# Carterville, Missouri
Carterville är en ort i Jasper County i Missouri.  Vid 2010 års folkräkning hade Carterville 1 891 invånare.